# Утай
Утай (1577 — 5 січня 1642) — король Камбоджі в першій половині XVII століття.

## Життєпис
Був наймолодшим сином короля Барома Рачеа IV. Надавав допомогу королю Четті II в його боротьбі проти Сіаму. Від 1629 року правив країною в якості регента при своїх племінниках, при цьому в його руках булла зосереджена реальна влада.